# Kevin van Essen
Kevin van Essen (* 18. August 1989 in Naarden) ist ein niederländischer Fußballspieler.
Der Mittelfeldspieler begann seine Karriere beim FC Omniworld in der Ersten Division. Von 2010 bis 2012 stand er beim drittklassigen SV Argon unter Vertrag. Danach wechselte er wieder in die Erste Division zu Telstar. Im Mai 2015 wurde van Essen bei der Dopingkontrolle nach dem Spiel gegen Helmond Sport positiv auf Furosemid getestet und für zwei Jahre gesperrt.